# Chica vampiro
Chica Vampiro é uma telenovela colombiana produzida pela TeleVideo Corporation para a RCN Televisión, criada por Marcela Citterio. A novela é protagonizada por Greeicy Rendón e Santiago Talledo, co-protagonizada por Estefany Escobar e Eduardo Pérez e com participação especial de Lorena García e Vanessa Blandón.
A novela estreou em 14 de maio de 2013 na RCN Televisión e em 25 de setembro de 2013 pela Nickelodeon Latinoamérica, com audiência de cinco milhões de espectadores. De acordo com a KidScreen Magazine, até fevereiro de 2014, Chica Vampiro foi o programa infanto-juvenil mais assistido por jovens com idades entre 4 e 17 anos na Colômbia. 
Em Portugal, estreou em 26 de outubro de 2015 no Biggs.
No Brasil, a novela estreou no Gloob no dia 23 de julho de 2018, substituindo Escola de Gênios e sendo substituída por Bugados.

## Sinopse
Daisy O'Brian (Greeicy Rendón) é uma jovem comum que vai à escola e gosta muito de cantar, tendo sonhos de uma carreira de cantora ao lado de Max de La Torre (Santiago Talledo), seu grande amor. No entanto, tem algo que não é muito comum: seus pais, Ana e Ulisses, são vampiros. Mas, apesar disso, Daisy aprende a viver com humor e otimismo com essa situação. Mas um terrível acidente acontece quando ela está prestes a completar dezesseis anos, colocando seus pais vampiros em um enorme dilema: deixá-la morrer ou mordê-la e transformá-la em vampira para a eternidade. Seus pais optam pela segunda opção e mordem Daisy, que quando acorda, amaldiçoa sua sorte, porque não queria ser um vampiro. Mas ela não pode fazer nada para reverter isso, pois agora ela é uma garota vampira. A partir desse momento, o seu relacionamento com Max vai ser muito difícil e mais complicado que nunca. Assim, sua vida é dividida em dois: Daisy terá que aprender a viver seu amor com Max como se fosse uma garota normal e não como uma garota vampira e enfrentar os obstáculos causados por Marilyn Garces (Lorena Garcia), sua rival, que também é apaixonada por Max e é uma jovem fútil e arrogante, além de Mirco Vladimoff (Eduardo Perez), um vampiro que se apaixona por Daisy e é uma estrela do rock no mundo vampiro. Daisy também tem sua melhor amiga Lucia Barragán (Estefany Escobar), uma jovem fascinada por vampiros, que a ajuda nas enrascadas que acontecem com ela. Lucia é apaixonada por Mirco, que não lhe dá atenção por gostar de Daisy a princípio. Daisy também tem que lidar com Wallesco (Jorge Arturo Perez), um vampiro do mal tradicionalista que quer dominar o mundo vampiro, além de enfrentar diversos problemas no cotidiano, por conta de sua nova vida.

## Elenco
- Greeicy Rendón - como Daisy O'Brian
- Santiago  Talledo - como Max de La Torre
- Eduardo Pérez - como Mirco Vladimoff
- Jacqueline Arenal - como Ana BlackMerMoon McLaren
- Juan Pablo Obregón - como Ulisses O'Brian
- Lorena García - como Marilyn Garces
- Linda Lucía Callejas - como María McLaren de BlackMerMoon
- Gustavo Ángel  - como Alvaro de la Torre
- Bibiana Navas - como Lynette de la Torre
- Rafa Taibo - como Drácula BlackMerMoon
- Norma Nivia - como Catalina Vladimoff
- Estefany Escobar - como Lucia Barragán
- David Prada - como Alejandro Corchuelo
- Erick Torres - como Vicente O'Brian
- Constanza Hernández - como Noelia Pirrman
- Vanessa Blandón - como Belinda de La Torre
- Susana Posada - como Zaira Fangoria
- Nik Salazar - como Benjamín Godoy
- Lala Aguirre - como Julieta Vladimoff
- Jorge Arturo Perez - como Wallesco
- Maia Landaburu - como Elizabeth Pavlova
- Germán Escallón - como Francisco Agudelo
- David Carrazco - como Pericles Gonçalves
- Linda Patiño - como Isadora Rasmussen
- Alfredo Cuellar - como Bruno Vladimoff (Vampi Man)
- Ilenia Antonini - como Wendy BlackMerMoon
- Alina Lozano - como Andrea Corchuelo
- Chiara Francia - como Esmeralda Vladimoff
- Fatima Peñaranda - como Carthi

## Recepção
A telenovela alcançou um grande sucesso internacional, incluindo países como Itália, França, Holanda, Portugal e Israel. Foi a telenovela juvenil colombiana de maior sucesso internacional, alcançando níveis muito altos de público em cada país que foi transmitido. Dado o sucesso da novela,, em 1º de agosto de 2014, foi anunciada uma turnê com Greeicy Rendón, Santiago Talledo, Eduardo Pérez e Lorena García; O Vampitour oficialmente chamado, que mais tarde foi apresentado em diferentes países da Europa, com um sucesso retumbante.

## Disco
"Chica Vampiro: Le Canzoni" é o CD oficial lançado para a Itália. Em fevereiro de 2016, o CD foi lançado na França sob o título "Chica Vampiro: L'Album". Em fevereiro de 2018, o CD foi lançado na Espanha sob o título "Chica Vampiro: Las Canciones". O CD é produzido pela Televideo e contém as seguintes músicas:
1. Chica Vampiro - Greeicy Rendón
2. Quiero Todo - Greeicy Rendón
3. Tanto Amor - Greeicy Rendón
4. No me Olvide - Santiago Talledo
5. A Soñar - Santiago Talledo
6. Otra luz - Santiago Talledo
7. Cantaré - Santiago Talledo y Greeicy Rendón
8. Voy a Comerte Entero - Greeicy Rendón y Eduardo Pérez
9. Dame las Buenas - Greeicy Rendón y Eduardo Pérez
10. Hoy Voy - Eduardo Pérez
11. Nada - Eduardo Pérez
12. Nadie Mejor Que Yo - Lorena García
13. Hace Bien - Santiago Talledo y Lorena García
14. Desde Que Yo Te vi - Santiago Talledo y Lorena García

## Episódios
| Temporada           | Temporada | Episódios | Exibição Original  | Exibição Original     | Exibição no Brasil  | Exibição no Brasil    | Exibição no Français | Exibição no Français   |
| Temporada           | Temporada | Episódios | Estreia            | Final                 | Estreia             | Final                 | Estreia              | Final                  |
| ------------------- | --------- | --------- | ------------------ | --------------------- | ------------------- | --------------------- | -------------------- | ---------------------- |
|                     | 1         | 120       | 14 de maio de 2013 | 5 de novembro de 2013 | 23 de julho de 2018 | 8 de dezembro de 2018 | 31 de agosto de 2015 | 20 de novembro de 2015 |
| 19 de abril de 2016 | 1         | 120       | 14 de maio de 2013 | 5 de novembro de 2013 | 23 de julho de 2018 | 8 de dezembro de 2018 | 11 de julho de 2016  |                        |